# Anna Maria Mancuso
Anna Maria Mancuso (Zagarise, 10 marzo 1960) è un'ex politica italiana.

## Biografia

### Elezione a senatrice
Nel 2012 è proclamata senatrice della XVI legislatura della Repubblica Italiana nella circoscrizione Lazio per il Popolo della Libertà in sostituzione di Angelo Maria Cicolani e termina il 14 marzo 2013.
Aderisce a Futuro e Libertà per l'Italia.